# 1719 en musique classique
| \| • Retour à la chronologie générale de la musique classique • \| |
| Grèce • Rome • Haut Moyen Âge • VIIIe siècle • IXe siècle • Xe siècle • XIe siècle XIIe siècle • XIIIe siècle • XIVe siècle • XVe siècle • XVIe siècle • XVIIe siècle XVIIIe siècle • XIXe siècle • XXe siècle • XXIe siècle |
| • Retour à la chronologie générale de la musique classique • |

| Années en musique classique : 1716 - 1717 - 1718 - 1719 - 1720 - 1721 - 1722    |
| Décennies en musique classique : 1680 - 1690 - 1700 - 1710 - 1720 - 1730 - 1740 |

## Événements
- 1er janvier : cantate Die Zeit, die Tag und Jahre macht de Johann Sebastian Bach.

## Naissances

Leopold Mozart

- 14 novembre : Leopold Mozart, compositeur, professeur de musique et violoniste germano-autrichien, père de Wolfgang Amadeus Mozart († 28 mai 1787).

Date indéterminée :
- Marco Coltellini, librettiste d'opéra († 1777).
- Jean Baur, harpiste et compositeur († circa 1773)

## Décès
- Johan Snep, compositeur, gambiste, organiste, poète et exploitant d'un café néerlandais (° 1656).
- André Raison, organiste français (° avant 1650).